# Gregory Kunde
Gregory Kunde (Kankakee, 24 febbraio 1954) è un tenore statunitense.

## Biografia

### Gli inizi
Studia direzione di coro presso l'Illinois State University ma quando, nel 1978, risulta vincitore ad un'audizione indetta dal Lyric Opera of Chicago's Young Artists Program, abbandona gli studi accademici ad un passo dalla loro conclusione per intraprendere la carriera di cantante lirico (nel febbraio 2005, tuttavia, verrà insignito di una laurea ad honorem per meriti artistici proprio dalla stessa università). Dapprima calca il palcoscenico della Lyric Opera of Chicago in ruoli di comprimariato, avendo però la possibilità di lavorare al fianco di artisti di fama e d'esperienza quali Grace Bumbry, Alfredo Kraus (che considererà sempre il suo mentore), Jon Vickers, Nicolai Ghiaurov, Luciano Pavarotti, Piero Cappuccilli e Mirella Freni. Da Chicago agli altri maggiori teatri nordamericani il passo è breve, ed è così che Kunde ottiene scritture a Houston, San Diego, Seattle, Washington.

### La carriera
Risale al 1986 il suo debutto europeo nel ruolo di Nadir in Les pêcheurs de perles di Georges Bizet all'Opéra de Nice, teatro nel quale verrà chiamato ancora diverse volte in futuro (nel 1989 sarà Arnold in un Guillaume Tell con Lella Cuberli e José van Dam; nel 1991 vestirà i panni del protagonista in Mitridate, re di Ponto; l'anno successivo interpreterà Nadir in Les pêcheurs de perles e Lindoro ne L'italiana in Algeri; nel 1999 sarà Tonio ne La Fille du régiment di Donizetti - prima ed unica volta in cui ha la possibilità di cantare questo ruolo in francese - con Edita Gruberová come protagonista; nel marzo-aprile del 2008 impersonerà Des Grieux nella massenettiana Manon).
Il debutto al Metropolitan Opera House di New York avviene nel 1987 in Manon, con Catherine Malfitano nel ruolo del titolo. Da segnalare, nello stesso anno, un'interessante produzione de I puritani all'Opéra de Montréal con Luciana Serra quale Elvira.
Nel 1989 è protagonista, ad Amsterdam, di due progetti della VARA Radio Orchestra: Una vita per lo Zar di Glinka (in cui è l'unico cantante non russo dell'intero cast) e Anna Bolena di Gaetano Donizetti (dove il ruolo della protagonista viene rivestito dal soprano anglo-rumeno Nelly Miricioiu). In quest'ultimo titolo, grazie alle peculiarità della sua voce (estrema facilità nel registro acuto e morbidezza di fraseggio), canta integralmente, senza i tagli di tradizione, le due temibili arie scritte dal compositore bergamasco per il tenore Giovanni Battista Rubini.
Nel 1991 è Don Ottavio nel Don Giovanni allestito al Grand Théâtre de Genève, diretto da Armin Jordan e con Thomas Hampson nel ruolo del titolo. Nello stesso anno è protagonista, al Teatro Bellini di Catania, del raro Bianca e Fernando, in cui, al termine della cabaletta della sua prima aria, emette un Fa sovracuto, nota ai limiti estremi del registro tenorile.
Nel 1992 gli impegni italiani cominciano a farsi più fitti: debutta al Teatro alla Scala, diretto da Riccardo Muti, nello Stabat Mater di Gioachino Rossini e, qualche mese dopo, Rodrigo di Dhu ne La donna del lago. In agosto avviene il debutto al Rossini Opera Festival (ROF) come Idreno in Semiramide.
L'anno dopo è ancora al ROF, questa volta per impersonare Rinaldo nell'Armida al fianco di Renée Fleming. Il duo statunitense aveva già avuto modo di esibirsi insieme nel febbraio precedente alla Carnegie Hall in un titolo inconsueto come La straniera di Bellini (in cui Kunde canta il ruolo di Arturo come era stato riscritto da Vincenzo Bellini per Giovanni Battista Rubini, quindi in una versione assai più acuta rispetto a quella originariamente concepita per il creatore del ruolo, Domenico Reina), nonché ne La sonnambula a New York nel 1991.
Risalgono al 1994 le performance scaligere di Don Pasquale, in cui Kunde dimostra di essere un Ernesto "di alto livello, dotato di tecnica e di stile per affrontare e risolvere una parte dalla vocalità insidiosa. Possiede l'arte del canto sfumato, ha emissione rotonda, legato corretto, registro acuto elastico".
Nel 1995 è nuovamente a Pesaro, dove impersona Arnold. L'allestimento di questo Guillaume Tell annovera Gianluigi Gelmetti alla direzione, Pier Luigi Pizzi alla regia, Michele Pertusi nel ruolo del titolo e Daniela Dessì quale Mathilde. L'anno seguente, sempre al ROF, Kunde ricopre il ruolo del protagonista nel Ricciardo e Zoraide.
Gli anni successivi lo vedono impegnato in varie produzioni de I puritani, de La sonnambula, di Don Pasquale e di Don Giovanni. Interessanti le escursioni nel repertorio monteverdiano: ad Atene è protagonista ne L'Orfeo nel 1997 e Nerone ne L'incoronazione di Poppea nel 1999. Rossini rimane uno dei compositori più amati e frequentati dal tenore, che ritroviamo in Armida, sempre con Renée Fleming, a New York nel 1996; ne La Cenerentola a Seattle nel 1996, a Zurigo nel 1999 (con Cecilia Bartoli) e al Metropolitan Opera di New York nel 2000 (con Simone Alaimo ed Alessandro Corbelli); in Le Comte Ory al Teatro dell'Opera di Roma nel 1996 e ad Amsterdam nel 2005; in Semiramide a Ginevra nel 1998 (con Nelly Miricioiu, Daniela Barcellona al debutto nel ruolo di Arsace e Michele Pertusi); ne Il turco in Italia a Buenos Aires nel 2000 e, sempre nello stesso anno, ne Il barbiere di Siviglia a Dresda, in Ermione (nel ruolo baritenorile di Pirro) a Santa Fe e, infine, in Guillaume Tell alla Staatsoper di Vienna. Nel 1997 e nel 1999 è protagonista ne La Dame blanche all'Opéra Comique di Parigi.
Nel 1999 fonda un ensemble vocale, la Gregory Kunde Chorale, che dirige personalmente, affiancando così, da quell'anno in poi, tale attività alla carriera internazionale di cantante lirico.

### Gli anni recenti
Risale agli ultimi anni un approccio più massiccio al repertorio francese: va segnalato il debutto, a Zurigo nel 2002, nel Benvenuto Cellini di Hector Berlioz sotto la direzione di John Eliot Gardiner. Il ruolo viene ripreso l'anno successivo in una produzione parigina il cui cast annovera anche Patrizia Ciofi e Joyce DiDonato; l'incisione discografica che ne è stata tratta dalla Virgin Classics è stata insignita del Gramophone Award nel 2005, risultando la migliore registrazione della sezione "opera". Sempre al 2003 appartiene il debutto nel ruolo di Énée in un nuovo allestimento di Les Troyens del Théâtre du Châtelet di Parigi, con Gardiner alla direzione, Susan Graham quale Didon e Anna Caterina Antonacci nei panni di Cassandre; Opus Arte ne ha tratto un triplo DVD, anche questo premiato col Gramophone Award nel 2005. Nell'ultimo quinquennio, numerose le volte in cui Kunde è stato protagonista della Damnation de Faust di Berlioz diretto da insigni bacchette, tra cui Charles Dutoit, Colin Davis e Simon Rattle.
Il notevole irrobustimento della voce che sta contraddistinguendo i più recenti anni di carriera, dovuto alla maggiore frequentazione del repertorio francese e, di conseguenza, ad un più intenso sfruttamento del registro mediano, ha portato Kunde ad affrontare reiteratamente i ruoli da baritenore rossiniano. Ed è così che il cantante statunitense ultimamente ha portato spesso in scena Rodrigo de La donna del lago, Argirio del Tancredi, Pirro dell'Ermione e, al ROF del 2007, ha debuttato nel title role di Otello "trionfando e guadagnandosi prolungate ovazioni poiché il miglior canto l'ho sentito provenire dalla sua ugola".
L'intensificazione dell'interpretazione dei ruoli baritenorili rossiniani, creati dal bergamasco Andrea Nozzari nelle nove opere serie che il compositore pesarese musicò negli anni napoletani (1815-1822), pare essere la via scelta per la carriera futura, tanto che è recente il debutto nella parte di Leicester in Elisabetta, regina d'Inghilterra e che i prossimi impegni prevedono alcune riprese europee ed asiatiche di Otello. Nell'ottica della sperimentazione di parti tenorili più robuste si colloca anche il recente debutto come Pollione (settembre 2008), ruolo creato dal bergamasco Domenico Donzelli, in una produzione di Norma allestita in forma concertante nell'ambito del Belcanto festival presso l'Accademia nazionale di Santa Cecilia a Roma. Nell'ambito del ROF 2009 ha debuttato in un altro ruolo Nozzari, quello di Antenore in Zelmira. Ha approfondito il suo repertorio donizettiano, debuttando al Teatro Donizetti di Bergamo il ruolo del titolo di Poliuto (2010) e lo schiavo Tamas nella Gemma di Vergy (2011).
In occasione dei 150 anni d'Unità d'Italia, si esibisce al Teatro Regio di Torino come Arrigo nei Vespri siciliani verdiani. La sua frequentazione del repertorio verdiano si sta intensificando: recente il debutto nel Requiem, dapprima a Lima e poi, in ambito europeo, a Palermo; debutta, nel 2012, a giugno Riccardo in Un ballo in maschera al Teatro Regio di Torino, e a novembre il ruolo del titolo di Otello al Teatro La Fenice di Venezia (attestandosi come uno dei pochi tenori, se non addirittura l'unico oggigiorno, ad avere in repertorio sia l'Otello di Rossini che quello di Verdi, primato detenuto prima di lui molto probabilmente solo da Roberto Stagno). In virtù di queste due interpretazioni vince il Premio Franco Abbiati della critica musicale italiana relativo alla stagione 2012. Di recente acquisizione è stata anche la parte di Radamès in Aida al Theatro Municipal di San Paolo; ulteriori prese di ruolo all'insegna di Verdi avverranno alla Fenice di Venezia (Manrico, Il trovatore, che verrà poi ripreso nel 2016 alla Royal Opera House di Londra a segnare il debutto nel prestigioso teatro britannico), al Teatro Regio di Torino (Otello di Verdi d'apertura della stagione 2014-2015), all'Opéra Royal di Wallonie di Liegi (Rodolfo, Luisa Miller), all'Arena di Verona (Radames, Aida).
Nel gennaio del 2013 ha aumentato il proprio catalogo belliniano debuttando la parte protagonistica di Gualtiero ne Il pirata al Liceu di Barcellona, in un'edizione in forma di concerto assieme al soprano italiano Mariella Devia nei panni di Imogene. Accanto al Belcanto, nel quale continua ad esibirsi (si cimenterà ancora in Otello e Stabat Mater di Rossini, oltre a debuttare il ruolo del titolo nel Roberto Devereux di Gaetano Donizetti), ed ai nuovi ruoli verdiani, l'ampliamento del repertorio prevede titoli riconducibili ad alvei musicali assai diversi fra loro: l'opera contemporanea (Peter Grimes di Benjamin Britten presso l'Accademia nazionale di Santa Cecilia); il Grand opéra (L'africana di Giacomo Meyerbeer alla Fenice di Venezia, produzione d'apertura della stagione 2013-2104; la Giovane Scuola (Cavalleria rusticana di Pietro Mascagni e Pagliacci di Ruggero Leoncavallo al Palacio Euskalduna di Bilbao).
Nel 2016 ha vinto l'International Opera Awards.
Continuando ad impressionare per la longevità vocale, a quasi 71 anni, nel gennaio 2025, ha impersonato il pittore Cavaradossi nella Tosca
in occasione delle celebrazioni per il 125º anniversario di questo titolo all'Opera di Roma.

## Repertorio
| Ruolo                | Titolo                           | Autore      |
| -------------------- | -------------------------------- | ----------- |
| Fernando             | Bianca e Fernando                | Bellini     |
| Gualtiero            | Il pirata                        | Bellini     |
| Arturo di Ravenstel  | La straniera                     | Bellini     |
| Tebaldo              | I Capuleti e i Montecchi         | Bellini     |
| Elvino               | La sonnambula                    | Bellini     |
| Pollione             | Norma                            | Bellini     |
| Arturo Talbo         | I puritani                       | Bellini     |
| Benvenuto Cellini    | Benvenuto Cellini                | Berlioz     |
| Faust                | La Damnation de Faust            | Berlioz     |
| Énée                 | Les Troyens                      | Berlioz     |
| Nadir                | Les Pêcheurs de perles           | Bizet       |
| Don Josè             | Carmen                           | Bizet       |
| Georges Brown        | La dame blanche                  | Boieldieu   |
| Faust                | Faust et Hélène                  | Boulanger   |
| Peter Grimes         | Peter Grimes                     | Britten     |
| Edward Fairfax Vere  | Billy Budd                       | Britten     |
| Peter Quint          | The Turn of the Screw            | Britten     |
| Mephistopheles       | Doktor Faust                     | Busoni      |
| Julien               | Louise                           | Charpentier |
| Paolino              | Il matrimonio segreto            | Cimarosa    |
| Gerald               | Lakmé                            | Delibes     |
| Riccardo Percy       | Anna Bolena                      | Donizetti   |
| Nemorino             | L'elisir d'amore                 | Donizetti   |
| Gennaro              | Lucrezia Borgia                  | Donizetti   |
| Tamas                | Gemma di Vergy                   | Donizetti   |
| Roberto Leicester    | Maria Stuarda                    | Donizetti   |
| Edgardo Ravenswood   | Lucia di Lammermoor              | Donizetti   |
| Roberto Devereux     | Roberto Devereux                 | Donizetti   |
| Poliuto              | Poliuto                          | Donizetti   |
| Tonio                | La Fille du régiment             | Donizetti   |
| Fernand              | La Favorite                      | Donizetti   |
| Ernesto              | Don Pasquale                     | Donizetti   |
| Andrea Chénier       | Andrea Chénier                   | Giordano    |
| Bogdan Sobinin       | Una vita per lo Zar              | Glinka      |
| Admète               | Alceste                          | Gluck       |
| Le chevalier danois  | Armide                           | Gluck       |
| Faust                | Faust                            | Gounod      |
| Roméo Tybalt         | Roméo et Juliette                | Gounod      |
| Éléazar              | La Juive                         | Halévy      |
| Rinaldo              | Armida                           | Haydn       |
| Vana Kudrjas         | Káťa Kabanová                    | Janáček     |
| Canio/Pagliaccio     | Pagliacci                        | Leoncavallo |
| Turiddu              | Cavalleria rusticana             | Mascagni    |
| Chevalier Des Grieux | Manon                            | Massenet    |
| Werther              | Werther                          | Massenet    |
| Raoul de Nangis      | Les Huguenots                    | Meyerbeer   |
| Jean de Leyden       | Le prophéte                      | Meyerbeer   |
| Vasco de Gama        | L'africaine                      | Meyerbeer   |
| Orfeo                | L'Orfeo                          | Monteverdi  |
| Nerone               | L'incoronazione di Poppea        | Monteverdi  |
| Mitridate            | Mitridate, re di Ponto           | Mozart      |
| Lucio Silla          | Lucio Silla                      | Mozart      |
| Idomeneo             | Idomeneo, Re di Creta            | Mozart      |
| Don Ottavio          | Don Giovanni                     | Mozart      |
| Ferrando             | Così fan tutte                   | Mozart      |
| Tito Vespasiano      | La clemenza di Tito              | Mozart      |
| Hoffmann             | Les Contes d'Hoffmann            | Offenbach   |
| Pylade               | Iphigénie en Tauride             | Piccinni    |
| Renato Des Grieux    | Manon Lescaut                    | Puccini     |
| Rodolfo              | La bohème                        | Puccini     |
| Mario Cavaradossi    | Tosca                            | Puccini     |
| F. B. Pinkerton      | Madama Butterfly                 | Puccini     |
| Prunier              | La rondine                       | Puccini     |
| Luigi                | Il tabarro                       | Puccini     |
| Calaf                | Turandot                         | Puccini     |
| Argirio              | Tancredi                         | Rossini     |
| Lindoro              | L'italiana in Algeri             | Rossini     |
| Don Narciso          | Il turco in Italia               | Rossini     |
| Leicester            | Elisabetta, Regina d'Inghilterra | Rossini     |
| Conte d'Almaviva     | Il barbiere di Siviglia          | Rossini     |
| Otello               | Otello                           | Rossini     |
| Don Ramiro           | La Cenerentola                   | Rossini     |
| Rinaldo              | Armida                           | Rossini     |
| Ricciardo            | Ricciardo e Zoraide              | Rossini     |
| Oreste Pirro         | Ermione                          | Rossini     |
| Rodrigo di Dhu       | La donna del lago                | Rossini     |
| Antenore             | Zelmira                          | Rossini     |
| Idreno               | Semiramide                       | Rossini     |
| Cleomene             | La siège de Corinthe             | Rossini     |
| Comte Ory            | Le Comte Ory                     | Rossini     |
| Arnold Melcthal      | Guillaume Tell                   | Rossini     |
| Samson               | Samson et Dalila                 | Saint-Saëns |
| Flamand              | Capriccio                        | Strauss, R  |
| Tom Rakewell         | The Rake's progress              | Stravinskij |
| Laerte               | Hamlet                           | Thomas      |
| Ernani               | Ernani                           | Verdi       |
| Malcolm              | Macbeth                          | Verdi       |
| Rodolfo              | Luisa Miller                     | Verdi       |
| Manrico              | Il trovatore                     | Verdi       |
| Alfredo Germont      | La traviata                      | Verdi       |
| Arrigo               | I vespri siciliani               | Verdi       |
| Un Giudice Riccardo  | Un ballo in maschera             | Verdi       |
| Don Alvaro           | La forza del destino             | Verdi       |
| Radamès              | Aida                             | Verdi       |
| Cassio Otello        | Otello                           | Verdi       |

## Discografia

### Opere
| Anno | Titolo Ruolo                     | Cast                                                 | Direttore          | Etichetta                  |
| ---- | -------------------------------- | ---------------------------------------------------- | ------------------ | -------------------------- |
| 1991 | Bianca e Fernando Fernando       | Young Ok Shin, Aurio Tomicich, Armando Caforio       | Andrea Licata      | Nuova Era (dal vivo)       |
| 1992 | Semiramide Idreno                | Iano Tamar, Gloria Scalchi, Michele Pertusi          | Alberto Zedda      | Ricordi (dal vivo)         |
| 1993 | Hamlet Laërte                    | Thomas Hampson, June Anderson, Samuel Ramey          | Antonio De Almeida | EMI (in studio)            |
|      | Armida Rinaldo                   | Renée Fleming, Jeffrey Francis, Donald Kaasch        | Daniele Gatti      | Sony (dal vivo)            |
| 1994 | Maria Stuarda Roberto Leicester  | Kallen Esperian, Gloria Scalchi                      | Daniel Oren        | Serenissima (dal vivo)     |
| 1997 | Lakmé Gérard                     | Natalie Dessay, José van Dam                         | Michel Plasson     | EMI (in studio)            |
| 1999 | Capriccio Flamand                | Felicity Lott, Thomas Allen                          | Georges Prêtre     | Forlane (dal vivo)         |
| 2003 | Benvenuto Cellini                | Patrizia Ciofi, Joyce DiDonato, Laurent Naouri       | John Nelson        | Virgin Classics (dal vivo) |
| 2006 | La donna del lago Rodrigo di Dhu | Carmen Giannattasio, Patricia Bardon, Kenneth Tarver | Maurizio Benini    | Opera Rara (dal vivo)      |
| 2014 | Otello                           | Carmen Romeu, Maxim Mironov, Edgardo Rocha           | Alberto Zedda      | Dynamic (dal vivo)         |

### Recital
Recitals
- 1993 - Di tanti palpiti, arie e canzoni inedite, aggiunte, alternative di Gioachino Rossini, Ricordi
- 2004 - In love and war, arie rossiniane per tenore, VAI AUDIO

## Videografia
| Anno | Titolo Ruolo                | Cast                                                  | Direttore              | Etichetta       |
| ---- | --------------------------- | ----------------------------------------------------- | ---------------------- | --------------- |
| 1994 | Don Pasquale Ernesto        | Ferruccio Furlanetto, Lucio Gallo, Nuccia Focile      | Riccardo Muti          | TDK             |
| 2003 | Les Troyens Énée            | Anna Caterina Antonacci, Susan Graham, Ludovic Tézier | John Eliot Gardiner    | Opus Arte       |
| 2006 | Doktor Faust Mephistopheles | Thomas Hampson, Sandra Trattnigg, Reinaldo Macías     | Philippe Jordan        | Arthaus Musik   |
| 2008 | Ermione Pirro               | Sonia Ganassi, Antonino Siragusa, Nicola Ulivieri     | Roberto Abbado         | Dynamic         |
| 2012 | Zelmira Antenore            | Kate Aldrich, Juan Diego Flórez, Marianna Pizzolato   | Roberto Abbado         | Decca           |
| 2013 | Gemma di Vergy Tamas        | Maria Agresta, Mario Cassi                            | Roberto Rizzi Brignoli | Bongiovanni     |
| 2014 | Otello                      | Carmela Remigio, Lucio Gallo                          | Chung Myung-whun       | Unitel Classica |